# Jarosław Wernikowski
Jarosław Wernikowski (ur. 29 maja 1934 w Milowcach) – generał brygady MO.
Syn Ignacego i Katarzyny. Wieloletni funkcjonariusz służb bezpieczeństwa, w których był słuchaczem Rocznej Szkoły Oficerskiej Krajowego Ośrodka Szkoleniowego Ministerstwa Bezpieczeństwa Publicznego w Gdańsku (1953-1954), funkcjonariuszem WUBP/WUdsBP/KWMO w Szczecinie (1954-1972), z-cy naczelnika i naczelnika wydziału III Komendy Wojewódzkiej Milicji Obyatelskiej w Szczecinie (1972-1976), zastępcą komendanta wojewódzkiego MO w Szczecinie ds. SB (1976-1981), komendantem wojewódzkim MO i szefem Wojewódzkiego Urzędu Spraw Wewnętrznych w Szczecinie (1983-1990).
W październiku 1986 na mocy uchwały Rady Państwa PRL został awansowany do stopnia generała brygady MO. Nominację otrzymał w Belwederze 10 października 1986.